# Patriarchální exarchát v Damašku
Patriarchální exarchát v Damašku je exarchát arménské katolické církve nacházející se v Sýrii.

## Území
Exarchát zahrnuje všechny věřící arménské katolické církve nacházející se v Damašku.
Exarchátním sídlem je město Damašek, kde se nachází jediná farnost s kostelem Panny Marie Královny světa.
K roku 2015 měl 4 500 věřících, 1 řeholního kněze, 1 řeholníka a 3 řeholnice.

## Historie
Arménská komunita zde žije od roku 1763.
Exarchát byl zřízen 6. listopadu 1984.

## Seznam patriarchálních exarchů
- Kevork Tayroyan (1984-1997)
- Joseph Arnaouti, I.C.P.B. (1997-2023)
- Kévork Assadourian (od 2023)